# Скотто, Жералдо
Жералдо Скотто (порт.-браз. Geraldo Scotto; 11 сентября 1934, Сан-Паулу — 27 июля 2011, Сан-Паулу) — бразильский футболист, левый защитник.

## Карьера
Жералдо Скотто родился в семье Фредерико и Софии Скотто. Он начал карьеру в клубе «XV ноября» в 1950 году. В 1955 году защитник перешёл в «Сан-Паулу», за который провёл 4 игры (две ничьи и два поражения). Затем он, на правах аренды, стал игроком «Сантоса», выиграв с клубом чемпионом штата Сан-Паулу.
В 1958 году Скотто присоединился к «Палмейрасу». В дебютной игре защитника, его клуб победил «Насьонал» со счётом 2:1. Футболист выступал за эту команду 10 лет, проведя 352 игр (215 побед, 72 ничьих, 65 поражений) и забил 3 гола. Он выиграл с клубом три чемпионата штата, Чашу Бразилии, турнир Рио-Сан-Паулу и два Кубка Роберто Гомеса Педрозы. В 1962 году Скотто был кандидатом на поездку на чемпионат мира, но пропустил турнир из-за перелома ноги. Эта травма, а также долгий период восстановления привели к тому, что защитник потерял место в основном составе, уступив его Феррари, и выходил на поле лишь со скамьи запасных. Игрок даже был отдан в 1966 году в аренду в «Понте-Прету». Последний матч за «Вердао» Жералдо провёл 17 декабря 1967 года с клубом «Жувентус» (2:1). Завершил карьеру Скотто в клубе «Насьонал» и «Жувентус» в 1968 году.
27 июля 2011 года Скотто умер из-за острой сердечной недостаточности. Он был похоронен на кладбище Вила-Мариана.

## Достижения
- Чемпион штата Сан-Паулу: 1956, 1959, 1963, 1966
- Обладатель Чаши Бразилии: 1960, 1967
- Победитель турнира Рио-Сан-Паулу: 1965
- Обладатель Кубка Роберто Гомеса Педрозы: 1967, 1969